# 97 Pułk Artylerii Obrony Przeciwlotniczej

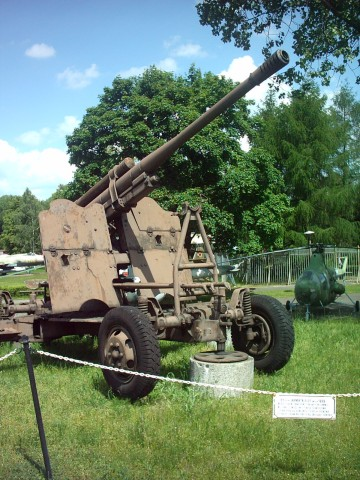
85 mm armata przeciwlotnicza wz. 39

97 Pułk Artylerii Obrony Przeciwlotniczej (97 pa OPL) – oddział artylerii przeciwlotniczej Wojsk OPL Sił Zbrojnych PRL.

## Formowanie i zmiany organizacyjne
Pułk został sformowany na podstawie rozkazu Nr 0043/Org. Ministra Obrony Narodowej z dnia 17 maja 1951 roku, w Będzinie, w składzie 7 Korpusu Artylerii OPL, według etatu pułku artylerii przeciwlotniczej średniego kalibru. W 1952 roku jednostka została przeformowana na etat Nr 8/32 pułku artylerii przeciwlotniczej małego kalibru i podporządkowana dowódcy 13 DA OPL.

## Skład organizacyjny
Dowództwo i sztab
- pluton dowodzenia
- bateria szkolna
- 4 baterie artylerii przeciwlotniczej
  - pluton dowodzenia
  - pluton ogniowy
  - pluton przyrządów

Razem w pułku:
- 455 żołnierzy; 18 armat plot 85 mm wz 39; 5 przyrządów PUAZO-3; 5 dalmierzy